# Dithmarscher Berge

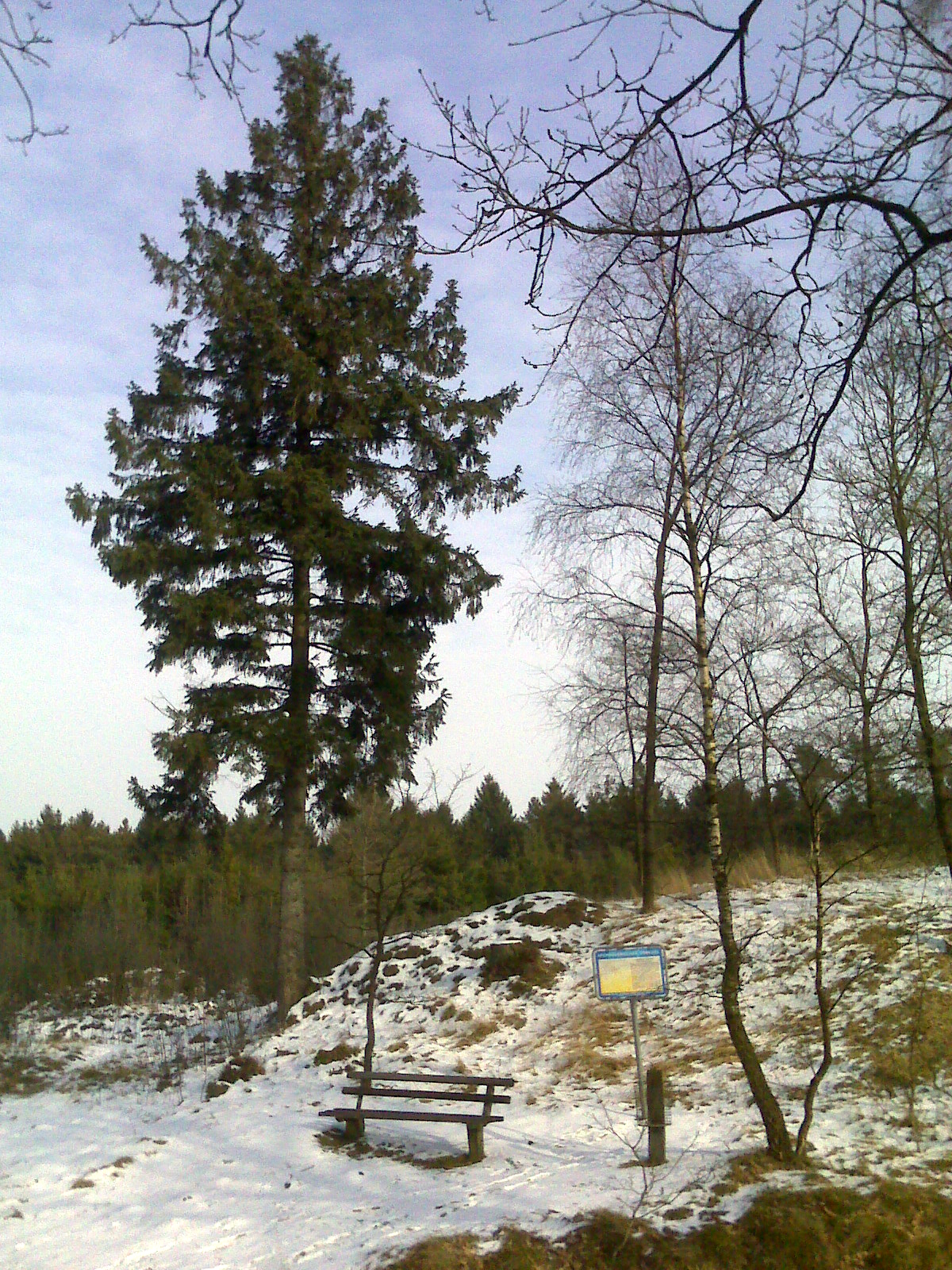
Dithmarscher Berge bei Aukrug-Bünzen

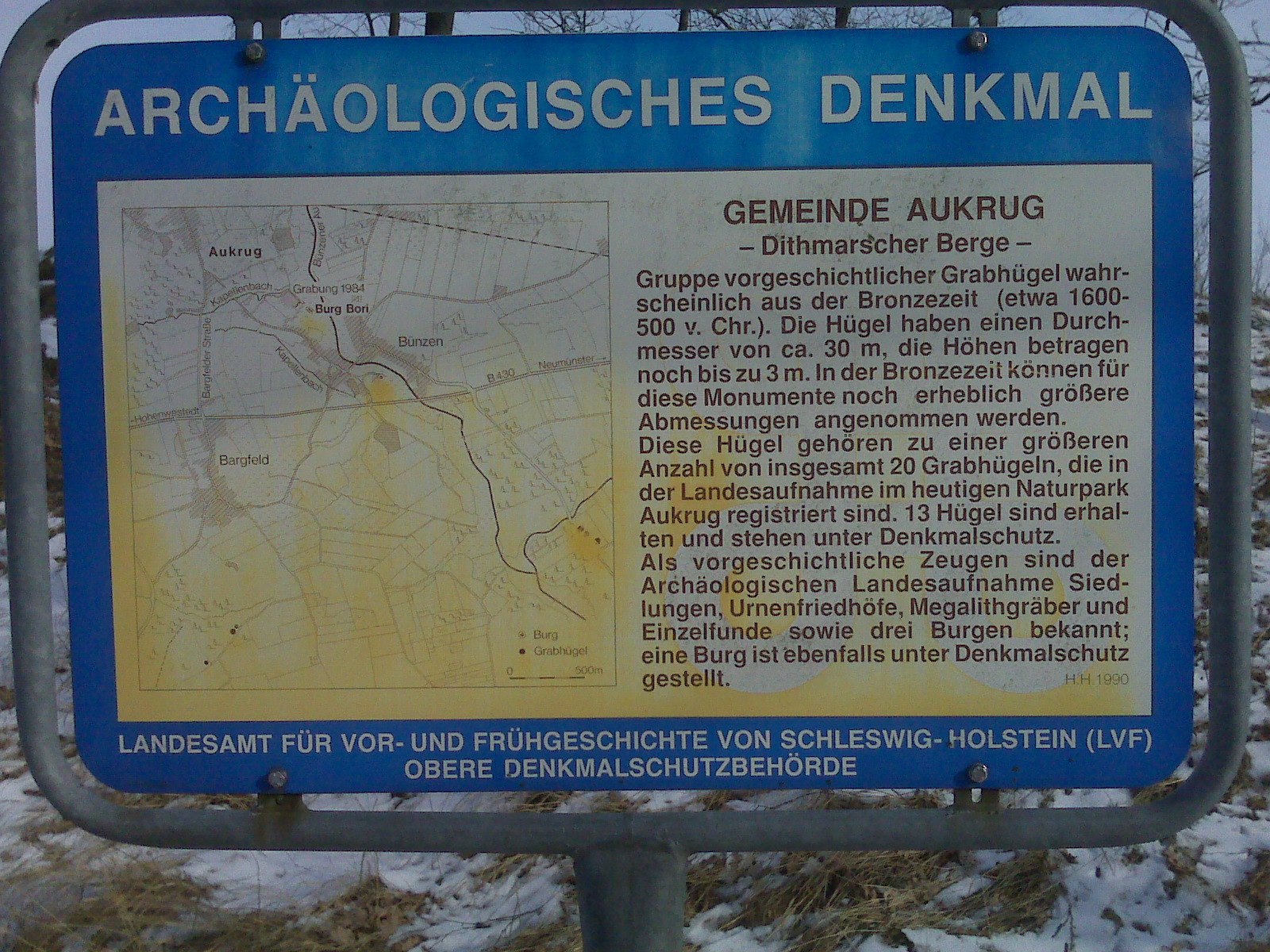
Informationstafel an der Grabhügelgruppe

Die Dithmarscher Berge, auch Dithmarsische Berge genannt, sind eine Gruppe von drei
bronzezeitlichen Grabhügeln südlich von Aukrug-Bünzen im Kreis Rendsburg-Eckernförde in Schleswig-Holstein.
Die Gräber befinden sich an der Straße nach Ehndorf und tragen ihren Namen vermutlich 
als Erinnerung an die Schlacht von 1317. Gerhard der Große kämpfte bei Bünzen gegen die Dithmarscher, wie der Chronist Presbyter Bremensis hundert Jahre später berichtete. Heutige Historiker bezweifeln jedoch die Wahrheit des Berichtes. Der Weg von Bünzen über Ehndorf nach Neumünster gehörte im Mittelalter zur Lübschen Trade.
Die Hügel haben einen Durchmesser von ca. 30 m und erreichen eine maximale Höhe von ca. 3,00 m. Mit den Dithmarscher Bergen sind insgesamt dreizehn Grabhügel im Naturpark Aukrug erhalten und unter Denkmalschutz gestellt.